# Fort Smith National Historic Site
Fort Smith National Historic Site est un site historique national américain situé sur les communes de Fort Smith (Arkansas) et de Moffett (Oklahoma), le long de l'Arkansas River.
Les premiers soldats américains s'installèrent à Fort Smith en 1817. Ils arrivèrent par l'Arkansas River et étaient au nombre de 70. Leur mission était de surveiller cette région de la Frontière et de faire respecter la paix entre les Osages et les Cherokees. Dans les premières années, ils vécurent dans un relatif isolement car l'Arkansas River n'était pas toujours navigable. Ils développèrent l'agriculture et l'élevage pour subvenir à leurs besoins.
Fort Smith fut une étape de la Piste des Larmes, c'est-à-dire le déplacement de plusieurs peuples amérindiens entre 1831 et 1838. Ces populations s'établirent à l'ouest du Mississippi et leurs anciennes terres furent remises à des colons blancs, en application de l’Indian Removal Act. 
Un second fort fut mis en place entre 1838 et 1871. Il servit de camp d'entraînement des soldats pour la guerre américano-mexicaine et devint un arsenal de l'Armée américaine. Pendant la Guerre de Sécession, il fut successivement occupé par les deux armées.
Entre 1875 et 1889, le site abrita la cour fédérale présidée par le juge Isaac C. Parker.
Dans les années 1950, la cour de justice fut restaurée et des fouilles archéologiques furent entreprises sur le site de Belle Point. Le site fut classé National Historic Landmark le 13 septembre 1961 par le président américain John F. Kennedy pour protéger un ensemble de bâtiments du XIXe siècle (deux forts, une cour de justice). 
Aujourd'hui, le centre d'informations touristiques propose des expositions sur l'histoire du poste militaire, de la conquête de l'Ouest et de la Politique indienne du gouvernement américain. Un chemin de randonnée suit l'Arkansas River.